# North Tower
North Tower (Torre Norte), anteriormente Highland House, es un bloque de apartamentos en Victoria Bridge Street en Salford, Inglaterra. El edificio tiene 23 pisos de alto con un podio en la base, que le da una altura total de 80 metros, lo que lo vuelve uno de los edificios más altos en Salford. El edificio se encuentra justo sobre la frontera con la ciudad de Mánchester, a menos de 100 metros de la Catedral de Mánchester, y está dentro del centro de la ciudad de Mánchester según como lo define el Manchester City Council. Los doce pisos superiores tienen 96 apartamentos, mientras que los diez pisos inferiores son usados como un hotel Premier Inn.
El edificio fue diseñado y construido por Leach, Rhodes & Walker (ahora Leach Rhodes Walker) para el Inland Revenue, y fue completado en 1966. Este no fue el único trabajo de LRW para el Inland Revenue; ellos también construyeron la Aldine House en 1967, así como la Trinity Bridge House en 1998.
La torre fue construida utilizando la entonces innovadora técnica de utilizar un elevador (shutter) que asciende de manera continua para revocar un núcleo central; el revestimiento prefabricado fue entonces levantado en su lugar usando una grúa torre. Esta técnica permitió una construcción rápida, evitó la necesidad de usar andamios, y permitió que los pisos inferiores fueran ocupados mientras que el edificio continuaba su construcción hacia arriba. La combinación fue rentable, pero no fue perfecta; en una noche con mucho viento las ventanas del edificio volaron, y terminaron en la estación de autobuses de Salford.
Cambió de propietarios en 1994 por 7.7 millones de libras esterlinas. El Inland Revenue anunció planes para mudarse en 1995 en un primer ejemplo de Iniciativa de Financiación Privada (PFI), descrito como el más complejo a la fecha, y poco después el edificio fue vendido por London & Regional Properties al grupo Bruntwood. Entre 1998 y 2000 el edificio fue revestido, convertido a su uso actual y renombrado, con un costo total de 4.5 millones de libras esterlinas. En 2004 el presidente del Real Instituto de Arquitectos Británicos, George Ferguson, dijo que el edificio (junto con el Arndale Centre) era "terrible" y debería ser demolido.